# Walter Schröder
Walter Wilhelm Ludwig Schröder (Campow, 29 de diciembre de 1932-Glinde, 18 de octubre de 2022) fue un deportista alemán que compitió para la RFA en remo.
Participó en los Juegos Olímpicos de Roma 1960, obteniendo una medalla de oro en la prueba de ocho con timonel. Ganó una medalla de oro en el Campeonato Europeo de Remo de 1959.

## Palmarés internacional
| Representando al Equipo Alemán Unificado |                 |                |                  |
| Juegos Olímpicos                         |                 |                |                  |
| Año                                      | Lugar           | Medalla        | Prueba           |
| 1960                                     | Roma (Italia)   | Medalla de oro | Ocho con timonel |
| Representando a la RFA                   |                 |                |                  |
| Campeonato Europeo                       |                 |                |                  |
| Año                                      | Lugar           | Medalla        | Prueba           |
| 1959                                     | Mâcon (Francia) | Medalla de oro | Ocho con timonel |